# NGC 445
NGC 445 este o galaxie lenticulară situată în constelația Balena. A fost descoperită în 23 octombrie 1864 de către Albert Marth.